# Списак врста у Звезданим стазама
|  |  |  |  |  |  |  |  |  |  |  |  |  |  |  |  |  |  |  |  |  |  |  |  |  |  |  |  |  |  |

## А
- Аенарци
- Акали
- Акамаријанци
- Акритиријанци
- Аксанарци
- Аксанци
- Алазоморфи
- Алголијанци
- Алдеанци
- Алзуранци
- Алкијанци
- Алкионци
- Амазарити
- Анарци
- Ангозијанци
- Андоријанци
- Андроиди
- Анкарци
- Антаранци
- Антаријанци
- Антедејанци
- Антиканци
- Арбазанци
- Аргала
- Аргелијанци
- Аргозијанци
- Арграти
- Арданаци
- Аритеанци
- Аркадијанци
- Аркаријанци
- Арконијанци
- Арктуријанци

## Б
- Б'Сари
- Б'Омар
- Ба'ку
- Ба'нет
- Бејџоранци
- Бенди
- Банеанци
- Бара Пленум
- Барконијанци
- Баролијанци
- Барзанци
- Бенкаранци
- Бентанци
- Бензенити
- Бензити
- Берелијанци
- Бетазоиди
- Бетелгезијанци
- Биомиметички облик живота
- Болијанци
- Бораланци
- Бореј
- Борг
- Бозлик
- Бота
- Брини
- Брекијанци
- Бренарци
- Бриорци
- Бруналци
- Бајнарци
- Бајзалијанци
- Бајзатијум
- Биће од снова
- Биће М-113

## В
- Врста 8472
- В'радијани
- Вадваури
- Валакијанци
- Валеријанци
- Валтезе
- Варо
- Васканци
- Вентаксијанци
- Венте
- Вератанци
- Верилијанци
- Внори
- Вајанци
- Ведијанци
- Висијанци
- Водвари
- Воџеанци
- Вок'ше
- Воргонци
- Вори
- Ворте
- Востиџије
- Воти
- Вулканци
- Вејти
- Вогнирово биће
- Вајнгарци
- Вазанти

## Г
- Галадоранци
- Галамити
- Гаранци
- Гаренорци
- Гентонци
- Горни
- Гразерити
- Гри
- Гризеле
- Гунганци

## Д
- Д'арси
- Даклиди
- Даливаканци
- Дебрунци
- Делтанци
- Денебијанци
- Денобуланци
- Девинијанци
- Деворци
- Диналци
- Дузодијанци
- Доптеријанци
- Дози
- Доуди
- Дралијанци
- Драјанци
- Дреманци
- Друоди

## Е
- Едо
- Екозијанци
- Ел-Ауријанци
- Елазијанци
- Елаизијанци
- Елора
- Енаранци
- Енолијанци
- Елтабанци
- Ентаранци
- Еске
- Етанијанци
- Еворе
- Егзокомп

## Ж
- Жуици

## З
- Зали
- Закдорни
- Залданци
- Залконијанци
- Заранити
- Зета облик живота
- Зеонци
- Зора Фел

## И
- Икаранци
- Иконијанци
- Илари
- Илидаријанци

## Ј
- Јадеранци
- Јалитијанци
- Јалозијанци
- Јате
- Јаш-Ели
- Јридијанци

## К
- Катаи
- Каитијанци
- Каламаријанци
- Калдонијанци
- Каморити
- Капелани
- Кардасијанци
- Кризалијанци
- Кориданци
- Корвалени
- Кравик
- Кристално биће
- К'нормијанци
- Кади
- Каелонци
- Кантаре
- Кареме
- Кантеранци
- Кејларци
- Кезарити
- Кејзонци
- Келванци
- Кесати
- Кинбори
- Клаестронци
- Клингонци
- Кмаде
- Кобали
- Коблијади
- Коли
- Колати
- Коларати
- Колхари
- Комари
- Костолаинци
- Котакијанци
- Коваланци
- Крејдинци
- Крејлорци
- Критасанци
- Кренимци
- Крезарци
- Криозијанци
- Ктаријанци
- Кајријанци
- Кју
- Комари
- Кваренци
- Ксарантини
- Ксеполити
- Ксинди
- Ксирилијанци

## Л
- Ловци
- Ледозијанци
- Летејанци
- Лејронци
- Лигонијанци
- Лисепијанци
- Локирими
- Лорилијанци
- Лотре
- Луријанци
- Ликозијанци
- Лиридијанци
- Лизијанци
- Лизаријанци
- Литазијанци

## Љ
- Људи

## М
- М'клексе
- Малдоријанци
- Малкоти
- Малонци
- Малуријанци
- Мари
- Макулова врста
- Малдоријанци
- Малкоти
- Малонци
- Малуријанци
- Мари
- Маваси
- Мазарити
- Медузанци
- Мегарити
- Мекарци
- Мелкоти
- Менки
- Ментарци
- Метрони
- Микромозак
- Микал Путник
- Микулаци
- Минозијанци
- Минтаканци
- Мирадорни
- Мизленити
- Мизаријанци
- Мокре
- Монејанци
- Морфинијанци
- Мотали
- Мулзираци
- Мајлејанци

## Н
- Н'кри
- Насенци
- Напеанци
- Назари
- Насордини
- Наузијанци
- Нечанци
- Незу
- Ноћна бића
- Најхајдронци
- Норкејдијанци
- Нумири
- Ну'бари
- Нувијанци
- Најџејанци
- Најријанци
- Небески духови

## О
- Оснивачи
- Окампе
- Октранци
- Органијанци
- Орионци
- Орнаранци
- Озаријанци
- Овионци

## П
- Пакледи
- Па Врејти
- Параганци
- Параде
- Пареинци
- Паксанци
- Пелијар Зел бића
- Пелџенити
- Пендарци
- Петаријанци
- Понее
- Пралорци
- Пранги
- Промелијанци
- Профети
- Проксинијанци
- Пајгоријанци

## Р
- Ракарци
- Ракозанци
- Рам Изади
- Рамуранци
- Ригрунионци
- Реманци
- Ретелијанци
- Рандарити
- Ригелијанци
- Рилнарци
- Ризијанци
- Ромуланци
- Рутијанци
- Рој

## С
- Сајтеријанци
- Стари
- Сакарци
- Салта'не
- Старанци
- Сауријанци
- Скатозијанци
- Сели
- Серозијанци
- Сикаријанци
- Сребрна крв
- Скагаранци
- Скрије
- Сон'е
- Сриванци
- Стакоронци
- Сулибанци

## Т
- Т-Рогоранци
- Т'Лани
- Так Так
- Такаранци
- Такаријанци
- Такрити
- Таларијанци
- Талавијанци
- Талаксијанци
- Талозијанци
- Тамаријанци
- Тандаранци
- Тануганци
- Тарахонгијанци
- Тарелијанци
- Тарезијанци
- Талараени
- Тарканци
- Тарлаци
- Тавнијанци
- Теларити
- Телзијанци
- Тепланци
- Тереллијанци
- Теркелијанци
- Террелијанци
- Терреллијанци
- Тесик
- Тазијанци
- Толијанци
- Тибуронијанци
- Торотанци
- Тоски
- Трејбе
- Тријанонци
- Трибли
- Трилонци
- Тројанци
- Туреје
- Тајгаријанци

## У
- У'тани
- Убини
- Уксали
- Улијанци

## Ф
- Фарни
- Фек'лри
- Фен Домари
- Ференги
- Флаксијанци
- Фотијалијанци
- Фруналијанци

## Х
- Хаконијанци
- Халананци
- Халијанци
- Халканци
- Халадини
- Харконијанци
- Хазари
- Хекаранци
- Хијерархија
- Хироџени
- Хорте
- Холограм
- Хупајријанци
- Хур'к
- Хусноци

## Ц
- Ценкети
- Цитоплазмичко биће

## Ч
- Чалноти
- Чокузани

## Џ
- Џ'наи
- Џараде
- Џем Хадари

## Ш
- Шелији
- Шиволијанци